# معمای بازگشت
معمای بازگشت (به فرانسوی: L'Énigme du retour) رمانی است از دنی لافریر، نویسنده کانادایی هائیتی‌تبار و فرانسوی زبان.
معمای بازگشت که با الهام از رمان دفترچه یادداشت بازگشت به زادگاه اثر امه سزر - روشنفکر، شاعر و سیاست‌مدار سیاه‌پوست فرانسوی‌زبان اهل کارائیب - نوشته شده، به روایتی از زندگی روشنفکران تبعیدی در دوران حاکمیت دیکتاتوری در هاییتی می‌پردازد.

## جوایز
چنانچه در مقدمه ترجمه فارسی کتاب آمده، این رمان جوایز بسیاری از آن خود کرده‌است:
- جایزه مدیسی، ۲۰۰۹؛
- جایزه بزرگ کتاب مونترال، ۲۰۱۰؛
- نامزد جایزه ادبی دبیرستانی‌ها، ۲۰۱۰؛
- بهترین رمان سال در رده‌بندی بهترین کتاب‌های سال مجله کتاب، ۲۰۰۹؛
- بهترین رمان فرانسه‌زبان در دسته‌بندی بهترین کتاب‌های مجله خواندن، ۲۰۰۹؛
- جایزه کتابخانه کبک، ۲۰۰۹؛
- و جایزه بین‌المللی ادبیات توسط خانه فرهنگ دنیا برلین، ۲۰۱۴.